# Chiara
Chiara Siracusa (La Valeta, 25 de septiembre de 1976) es una cantante de origen maltés, conocida como "La Voz de Malta".
Representó a la isla mediterránea en el Festival de la Canción de Eurovisión 1998, con la balada "The one that I love" quedando tercera posición, tan solo por detrás de Israel con la Cantante Dana International y la canción "Diva"  y la representante del Reino Unido. Hasta la última votación Chiara tenía posibilidades de ganar.  En el año 2005 volvió a representar a Malta en el Festival de Eurovisión en Kiev, con la canción "Angel", quedando en la segunda posición, tan solo por detrás de la cantante griega Helena Paparizou. En 2009 regresó a Eurovisión por tercera vez interpretando el tema "What if we?" en Moscú. Aunque superó la semifinal, en esta ocasión no repitió los éxitos anteriores y finalizó 22º.

## Discografía
- 1998 Shades Of One
- 2000 What You Want
- 2003 Covering Diversions
- 2005 Here I Am